# Fissurella costata
Fissurella costata, common name: the costate keyhole limpet, là một loài ốc biển, là động vật thân mềm chân bụng sống ở biển thuộc họ Fissurellidae.

## Miêu tả
The size of an adult shell varies between 25 mm and 90 mm.

## Phân bố
Chúng phân bố ở Pacific Ocean along Peru và Chile.

## Hình ảnh

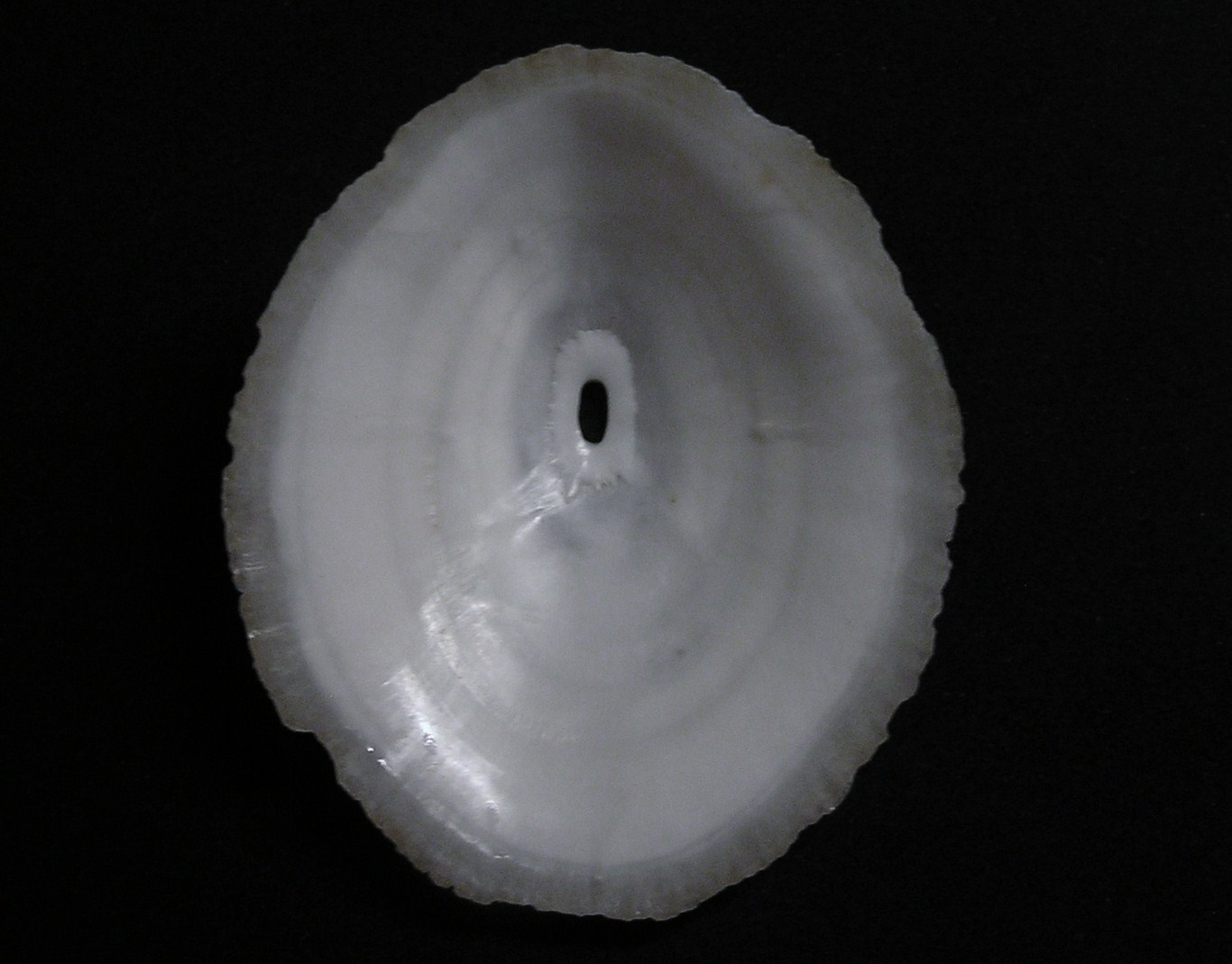
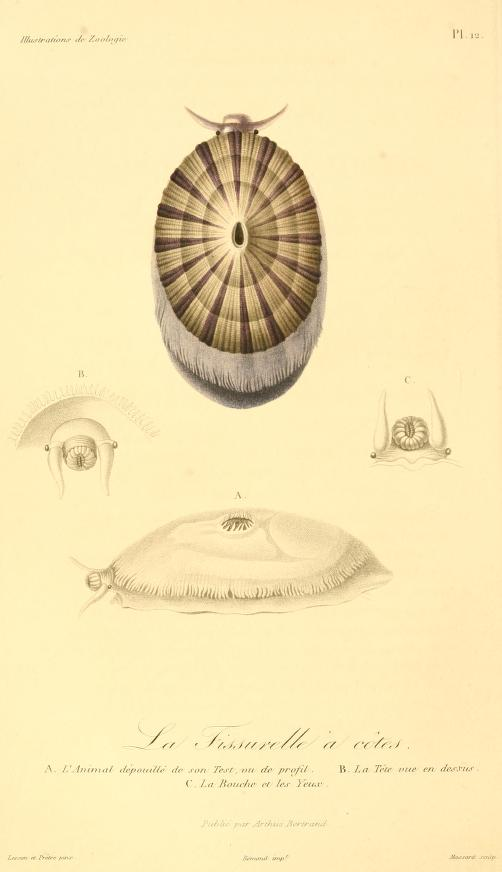